# Округ Десото (Флорида)
Десото (енгл. DeSoto County) је округ у америчкој савезној држави Флорида. По попису из 2010. године број становника је 34.862.

## Демографија
Према попису становништва из 2010. у округу је живело 34.862 становника, што је 2.653 (8,2%) становника више него 2000. године.
| Група             | 2000.          | 2010.          |
| Белци             | 19.704 (61,2%) | 19.549 (56,1%) |
| Афроамериканци    | 4.098 (12,7%)  | 4.431 (12,7%)  |
| Азијати           | 131 (0,4%)     | 178 (0,5%)     |
| Хиспаноамериканци | 8.019 (24,9%)  | 10.425 (29,9%) |
| Укупно            | 32.209         | 34.862         |